# Mirror’s Edge
Mirror’s Edge ist ein Computerspiel, welches von Digital Illusions CE für die PlayStation 3, Xbox 360 und für Windows entwickelt wurde. Am 11. November 2008 erschien es für die beiden Konsolen. Am 12. Januar 2009 erschien auch eine Version für Windows, welche eine Unterstützung für Nvidia PhysX enthält. Mirror’s Edge ist eine Mischung aus Action-Adventure, Jump ’n’ Run und Ego-Shooter, vom Hersteller wird es als Action-Adventure beworben.
Mirror’s Edge verkaufte sich bereits 2,5 Millionen Mal. Außerdem ist das Spiel für iOS und Windows Phone 8 erhältlich.

## Hintergrundhandlung
Schauplatz des Spiels ist eine konformistisch-dystopische Stadt, in der Kommunikation und Informationsfluss von einem totalitären Regime überwacht werden. Für die Übermittlung von Informationen, die der Überwachung der Regierung entgehen sollen, werden deshalb sogenannte Runner (dt. Bote, Läufer), zu denen auch die Protagonistin Faith gehört, beauftragt.
Als in der Stadt ein populärer Politiker ermordet wird, geraten Faith und ihre Schwester Kate ins Fadenkreuz der Polizei. Während Kate verhaftet wird, gelingt der Protagonistin Faith die Flucht. Im Verlauf der Geschichte versucht sie die Umstände zu entwirren und ihre Schwester zu entlasten.

## Spielprinzip
Kernelement des Spiels ist die agile Fortbewegung in und auf den Gebäuden der Stadt im Stil der urbanen Sportart Parkour. Doch auch Kämpfe sind teilweise Bestandteil des Spiels – hierzu beherrscht Faith diverse Nahkampftechniken. Des Weiteren können Gegner entwaffnet, und Waffen aufgenommen werden. Das Tragen dieser schränkt die Beweglichkeit und Geschwindigkeit jedoch abhängig von Art und Größe ein. Durch die sogenannte Runner Vision sind relevante Objekte (zum Beispiel Stangen und Türen) rot markiert.
Das Spiel wird in der Egoperspektive gespielt, in welcher Kopf- und Körperbewegungen das Sichtfeld und die Wahrnehmung der Umgebung beeinflussen. Es wird kein sogenanntes HUD verwendet. Der Spieler betrachtet die Spielwelt durch die Augen der Protagonistin, ohne Anzeigen für Lebensenergie, Munition und Ähnliches einsehen zu können. Indikator für eine angeschlagene Gesundheit ist das Desaturieren des gesamten Bildes. Einzig der Time-Trial- und Speedrun-Modus in Mirror’s Edge bilden eine Ausnahme bezüglich eines HUDs: Im Time-Trial-Modus sind Anzeigen für aktuelle Geschwindigkeit, Kontrollpunktzeiten, Bestzeit und seit dem Start vergangene Zeit integriert, im Speedrun-Modus werden die Bestzeit und die seit dem Start vergangene Zeit angezeigt.
Mirror’s Edge verwendet die Unreal Engine 3, diese wurde mit Beast (Licht- und Schattenberechnungen) und PhysX (Physikberechnungen) erweitert.

## Spielerweiterungen
Am 22. Februar 2009 erschien für Konsolen und PC das kostenpflichtige Pure Time Trial Map Pack, welches einige zusätzliche Time-Trial-Level beinhaltet. Diese sind in einer Fantasiewelt und ohne jegliche Story angesiedelt. Die Erweiterung wurde für alle Systeme entwickelt, wobei die PlayStation-3-Fassung kostenlos eine weitere Karte enthält.
Darüber hinaus wurde 2008 ein zweidimensionales Flash-Spiel mit dem Titel Mirror’s Edge 2D vom Spiele-Entwickler Borne Games herausgebracht, welches als offizielles Spiel von Electronic Arts anerkannt wurde. Anders als beim Originalspiel wird dieses in der Third-Person-Perspektive gespielt.
2010 erschien eine iPad-Variante des Spiels, eine iPhone-Version ist ebenfalls erhältlich.

## Fortsetzung
Electronic Arts kündigte 2009 einen Nachfolger des Spiels an, der wiederum von DICE entwickelt werde.
Im Februar 2011 kamen Meldungen auf, dass der zweite Teil eingestellt worden sei. Im März desselben Jahres wurde laut, dass ein möglicher Nachfolger noch im kreativen Prozess ist. Auf der E3 2013 wurde die Fortsetzung offiziell angekündigt, jedoch ohne ein festes Veröffentlichungsdatum. Am 9. Juni 2015 wurde der Name der Fortsetzung, Mirror’s Edge Catalyst, bekannt gegeben. Im April 2016 startete der geschlossene Beta-Test. Am 7. Juni (Nordamerika) bzw. 9. Juni 2016 (Europa) erschien Catalyst für Xbox One, PlayStation 4 und PC (Origin).

## Musik
Der Soundtrack des Spiels stammt vom schwedischen Musiker Solar Fields. Der Titelsong des Spiels, Still Alive (nicht zu verwechseln mit dem gleichnamigen Lied des Computerspiels Portal), wurde komponiert von Arnthor Birgirsson und Rami Yacoub und gesungen von der schwedischen Sängerin Lisa Miskovsky. Eine Audio-CD mit mehreren Remixen des Liedes liegt als Extra der Spielepackung bei.

## Auszeichnungen
Game Critics Award 2008
- Gewonnen: Best Original Game

12th Annual Interactive Achievement Awards
- Gewonnen: Adventure Game of the Year
- Nominiert: Outstanding Achievement in Art Direction

Computec Bäm! Awards 2009
- Gewonnen: Kategorie Atmosphäre
- Nominiert: Kategorie Klang
- Nominiert: Kategorie Kopf

MTV Game Awards 2009
- Gewonnen: Kategorie "If we were you", Auszeichnung für Faith als besten Videospiel-Charakter